# Bryllupsfotografen (film fra 2009)
Bryllupsfotografen er en svensk dramedyfilm fra 2009 instrueret af Ulf Malmros. Filmen har blandt andre Björn A. Ling, Kjell Bergqvist og Tuva Novotny i hovedrollerne.

## Handling
Heavyrockeren Robin er lige så vild med at fotografere, som han er med sine piercinger og tatoveringer. Det vrimler dog ikke med fotograf-muligheder i landsbyen i Värmland, så da han mister sit job på den lokale papirfabrik, tager han et sms-lån og flytter til Stockholm for at blive bryllupsfotograf.

## Medvirkende (i udvalg)
- Björn A. Ling som Robin
- Tuva Novotny som Astrid
- Kjell Bergqvist som Jonny
- Johannes Brost som Claes
- Lotta Tejle som Gunilla
- Johan Östling som Bobby
- Rebecca Scheja som bruden
- Anastasios Soulis som gommen
- Michael Nyqvist som sig selv
- Jessica Liedberg som sig selv